# Грузинське вино

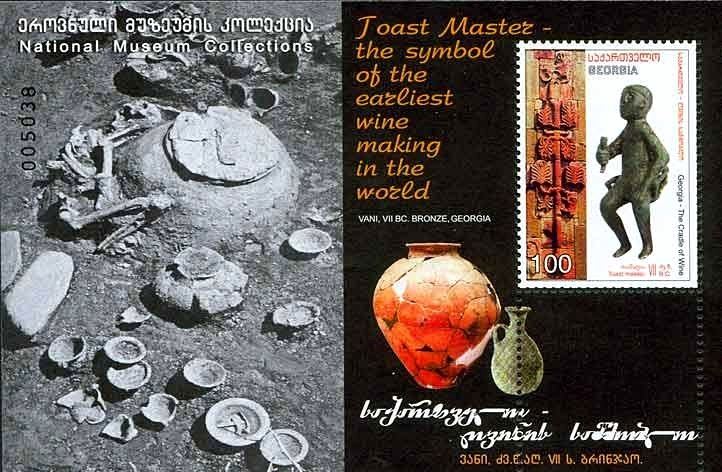
Амфора для перенесення і зберігання вина та бронзова статуетка Тамади — символу виноробства. Знахідки з 7 ст. до н.е. з міста Вані, символи найбільш раннього виноробства в світі (поштова марка Грузії, 2007)

Грузія є одним з найстаріших виноробних регіонів світу. Геологія, розташування, рослинний світ та клімат Південного Кавказу стали історичними передумовами народження тут світового виноробства. Археологічно доведено, що ще з часів Неоліту, 8000-5600 років до н.е., тут вже існувало виробництво вина. Про що свідчать знайдені археологами відбитки виноградного листя минулих геологічних епох, старовинні амфори з залишками виноградної мезги та виноробне обладнання — кам'яні преси, давильні винограду, різноманітні винні посудини з глини та металу. Через свою ключову економічну роль у формуванні культури та економіки регіону, вино визнано нерозривно зв'язаним з національною ідентичністю Грузії.
Серед найвідоміших регіонів Грузії, де виготовляють вино (груз. ღვინო, ɣvino): Кахетія (далі поділяється за мікрорегіонами Телаві й Кварелі), Картлі, Імеретія, Рача-Лечхумі та Квемо-Сванеті, Аджарія та Абхазія.
ЮНЕСКО додала метод стародавнього традиційного грузинського виноробства з використанням глиняних глечиків Квеврі до списку нематеріальної культурної спадщини.

## Історія

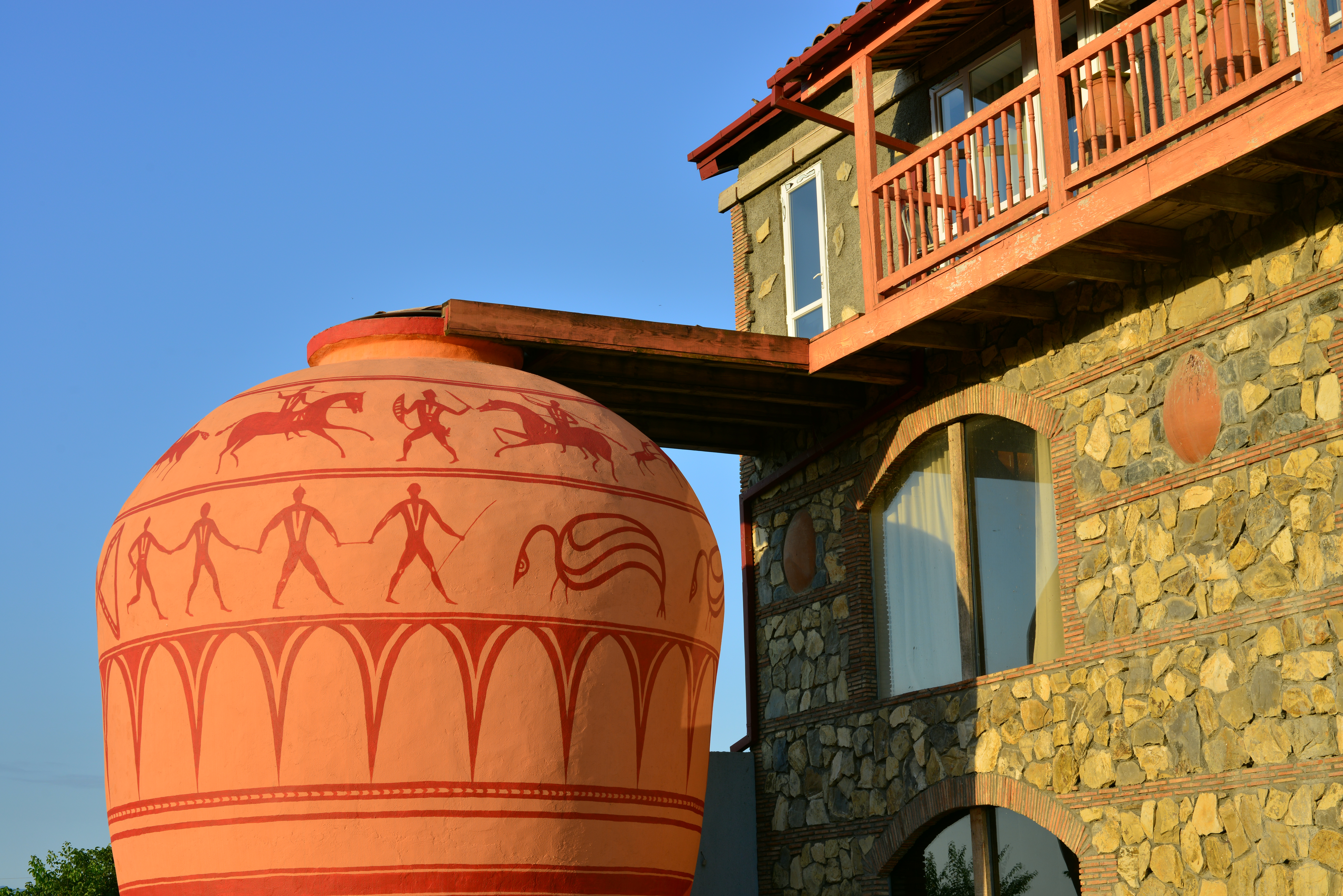
Декоративний Kvevri of Twins Old Cellar Wine house в Напареулі, Телаві

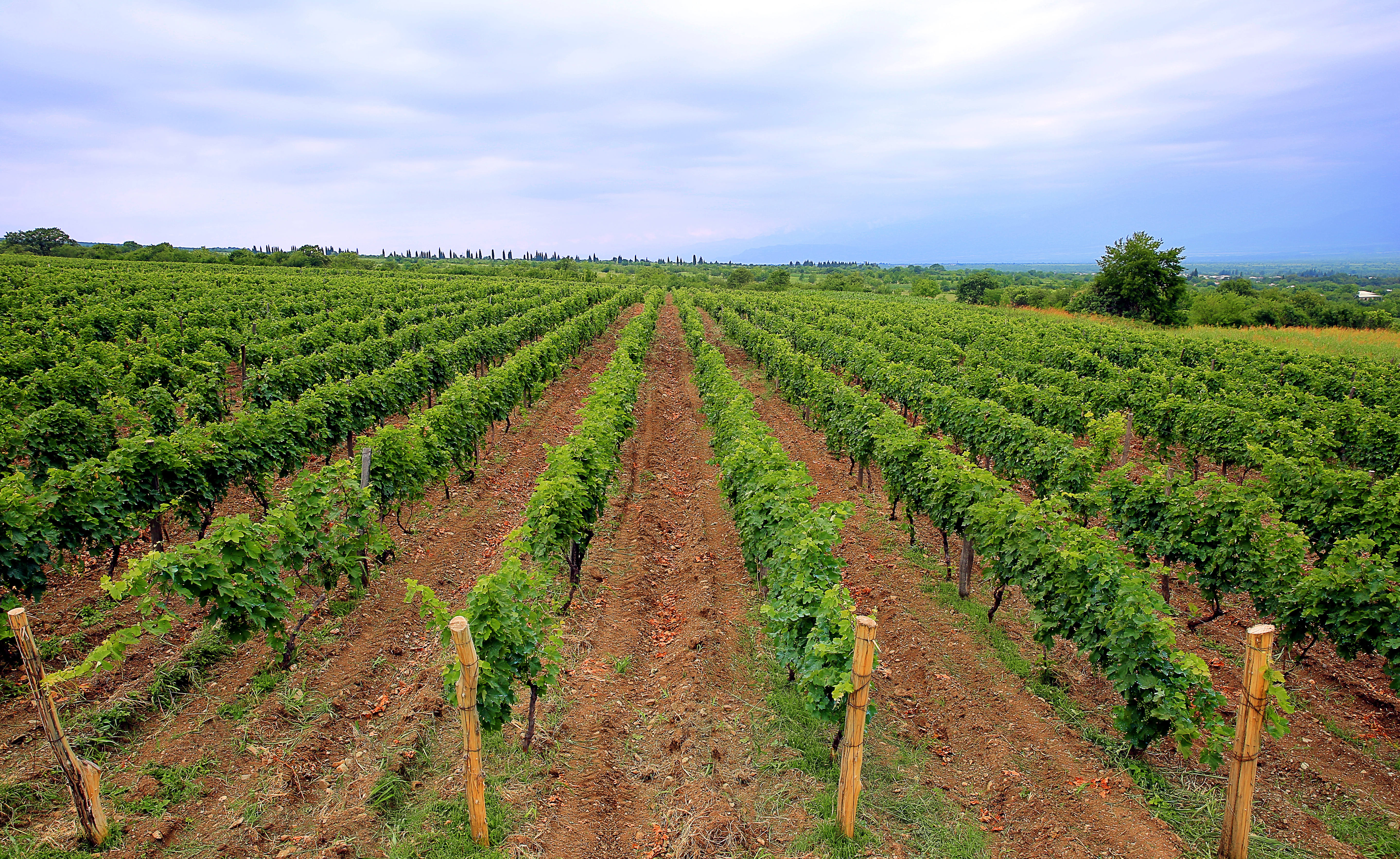
Chateau Zegaani Vineyards in Kakheti.

Коріння грузинського виноробства були простежені археологами до тих часів, коли люди з Південного Кавказу виявили, що дикий виноградний сік перетворюється на вино, якщо його закопуватимуть в неглибокій ямі на зиму. Ці знання було набуто з досвідом, і від 6000 року до н.е. жителі нинішньої Грузії культивували виноград і зберігали посудини з вином в умовах температури ґрунту. Квеврі наповнювали соком, накривали дерев'яною кришкою, а потім засипали землею. Деякі посудини таким чином зберігались впродовж 50 років.
Начиння з вином будь-якої форми, розміру і дизайну було важливою частиною гончарства в Грузії протягом тисячоліть. Античні артефакти свідчать про високу майстерність місцевих ремісників. Найпоширенішими та найбільш унікальними посудинами для грузинської виноробної культури є квеврі — дуже великі глиняні глечики з внутрішнім шаром з бджолиного воску.
Важливість виноробства в грузинській культурі також відображено у різних антикварних витворах мистецтва. На багатьох знайдених срібних, золотих і бронзових артефактах III й II тисячоліть до н. е. зображені виноградні лоза, гроно та листя. Державний музей Грузії експонує срібний глечик з високопробного золота з дорогоцінною інкрустацією каменями, прикрашений орнаментом; і деякі інші артефакти, які датовано II тисячоліттям до н.е. У музеях Грузії представлена камея з періоду класичної античності із зображенням Вакха, численні саркофаги з глечиками та горнятами для вина з розписом, що були знайдені в стародавніх гробницях.

## Класифікація грузинських вин
- Грузинські столові вина — не містять цукру, мають злегка кислуватий смак.

- Грузинські сортові вина — вина, отримані з винограду одного сорту.

- Грузинські марочні вина — ті ж сортові, але вироблені за чітко встановленими технологіями, витримуються не менше 1,5 року, та характеризується тонким ароматом та смаком.

- Грузинські колекційні вина — ті ж марочні, але після витримки у квеврі (спеціальних грузинських глиняних глечиках) розливаються в пляшки для дозрівання від 3 до 20 років.

## Експорт
Вино з Грузії поставляється в 40 країн світу (2011).
У 2011 році Грузія експортувала 18,5 млн пляшок вина по 0,75 літра. Більша частина експорту (73%) припала на Україну, Казахстан і Білорусь.

## Захист від підробок
- У 2010 році Грузією прийнято Закон «Про контролювання регіонів походження вин» для деяких найменувань.
- У 2012 році Відомство торгових знаків Німеччини позбавило російську компанію «Moscow Wines & Spirits company» прав на бренди «Цинандалі», «Кіндзмараулі» і «Хванчкара». У Німеччині бренди грузинського вина було зареєстровано на російську компанію ще у 2001 році, проте відомо про це в Грузії стало тільки нещодавно. У скарзі, поданій «Сакпатента» в патентне відомство Німеччини, зазначалося, що «Цинандалі», «Кіндзмараулі» і «Хванчкара» є державною власністю Грузії. Як саме компанія «Moscow Wines & Spirits company» використовувала грузинські бренди, не уточнюється. Також невідомо, чи було завдано збитку Грузії.